# Логаритмична диаграма
Логаритмичната диаграма е двуизмерна графика на числови данни, която използва логаритмични скали както по хоризонталната, така и по вертикалната си ос. Показателните функции – функции от вида {\displaystyle y=ax^{k}} – се изобразяват на логаритмичните диаграми като прави линии, за които степенният показател k съответства на наклона на графиката, а коефициентът a на пресечната точка на фамилията прави с различни степенни показатели. По тази причина логаритмичните диаграми се използват в науката и техниката за идентифициране на показателни зависимости и за приблизителна оценка на техните параметри.